# Tempel
Tempel è un'ex-municipalità dei Paesi Bassi situata nella provincia dell'Olanda Meridionale. Soppressa il 15 agosto 1855, il suo territorio, fu accorpato alla municipalità di Berkel en Rodenrijs.